# 歌登町
歌登町（うたのぼりちょう）は、北海道北部、宗谷支庁南東部に存在した町である。2006年、隣接の枝幸町と合併し廃止。
町名の由来はアイヌ語「オタ-ヌプリ（砂-山）」から来ている。

## 地理
宗谷支庁の南東部に位置する。山間部に位置し、四方を山に囲まれた地形。面積の8割が森林。内陸に位置することから冬季は非常に寒冷であり、しばしば道内の朝の最低気温でニュースに登場する。
- 山: 函岳 (1124m)、ポロヌプリ山 (841m)
- 河川: 北見幌別川、徳志別川
- 湖沼:

### 隣接していた自治体
- 宗谷支庁
  - 枝幸郡：枝幸町、浜頓別町、中頓別町
- 上川支庁
  - 中川郡：美深町、音威子府村

## 歴史
- 1897年4月 - 長村氏が3名の雇員を連れて入地。7月10日付けで上幌別原野五線より九線に至る170町歩貸付決定し、桧垣農場が開設される。（歌登町の開基）
- 1939年9月1日 - 枝幸村（現枝幸町）から分村し歌登村（うたのぼりむら）が発足[2]。
- 1962年1月1日 - 町制施行し歌登町となる[2]。
- 1996年 - 開基100年
- 2006年3月20日 - 枝幸町と対等合併し、枝幸町となる。

## 行政
隣接する枝幸町と法定合併協議会を設置、2004年12月14日に調印式を行い、同月21日に両町議会で合併関連議案を可決した。2005年1月20日に合併申請書を提出、同年3月24日の道議会で合併議案が可決。2006年3月20日をもって新設合併、新枝幸町となった。

## 経済

### 産業
酪農、林業

## 教育
- 中学校
  - 歌登
- 小学校
  - 歌登
- 保育所
  - 歌登

## 交通

### 空港
- 旭川空港（東神楽町）
- 稚内空港（稚内市）
- オホーツク紋別空港（紋別市）

### 鉄道・バス路線
- 旧国鉄美幸線が建設されるも、開業には至らなかった。それ以前には歌登町営軌道が存在した。
- 札幌市・旭川市への都市間バス「特急えさし号」と枝幸町への路線バスが、宗谷バス（道北バスの便もあり）によって運行されている[3][4][5]。

### 道路
- 都道府県道
  - 北海道道12号枝幸音威子府線
  - 北海道道120号美深中頓別線
  - 北海道道220号歌登咲来停車場線
  - 北海道道764号本幌別上毛登別線
  - 北海道道1023号上徳志別乙忠部線

## 名所・旧跡・観光スポット・祭事・催事

### 観光
- うたのぼり健康回復村
  - 歌登温泉

## 出身有名人
- 宇佐美康広 - プロ野球・ヤクルトスワローズの元選手
- 佐藤敏彦 - シチズン時計社長
- 畠中仁 - 「らーめん山頭火」をフランチャイズ展開する株式会社アブ・アウトの会長
- 村上智彦 - 医師、NPO支える医療研究所理事長、北海道地域医療研究会副委員長、金沢医科大学学外臨床教授 北海道薬科大学客員教授